# Meșterul Manole (piesă de teatru de Victor Eftimiu)
Meșterul Manole este o piesă de teatru în versuri a autorului român Victor Eftimiu. Autorul scrie și o versiune în proză foarte apropiată (ca interpretare) de cea în versuri, dar mută acțiunea în timpul domnitorului legendar Negru Vodă.
Piesa a fost publicată  în 1925 și (în  Legendele românești: Înșir-te mărgărite, Cocoșul negru, Meșterul Manole) în 1948.

## Prezentare
Tendința scriitorului către spectaculos, privarea motivului de virtuțile simbolice și dizolvarea mitului duce la eșec în plan literar, rămâne doar ipostaza unui Manole inițiat în tainele francmasoneriei, dar lipsit de relief interior.
Tema jertfei („cu piatră, cu var și cu sînge... prin viață, prin moarte, zidim...”) ca act creator veșnic este transpusă într-un registru ce ține de inițierea masonică a autorului: în actul I reproduce aproape cuvânt cu cuvânt, ceremonialul de inițiere în gradul al treilea al masoneriei, cel de Maestru.

## Personaje
- Meșterul Manole